# Карловский городской совет
Карловский городской совет (укр. Карлівська міська рада) — входит в состав
Полтавского района
Полтавской области
Украины.
Административный центр городского совета находится в 
г. Карловка.

## Населённые пункты совета
- г. Карловка
- пос. Ивановка
- пос. Соленая Балка